# 7 Pułk Lotnictwa Bombowo-Rozpoznawczego

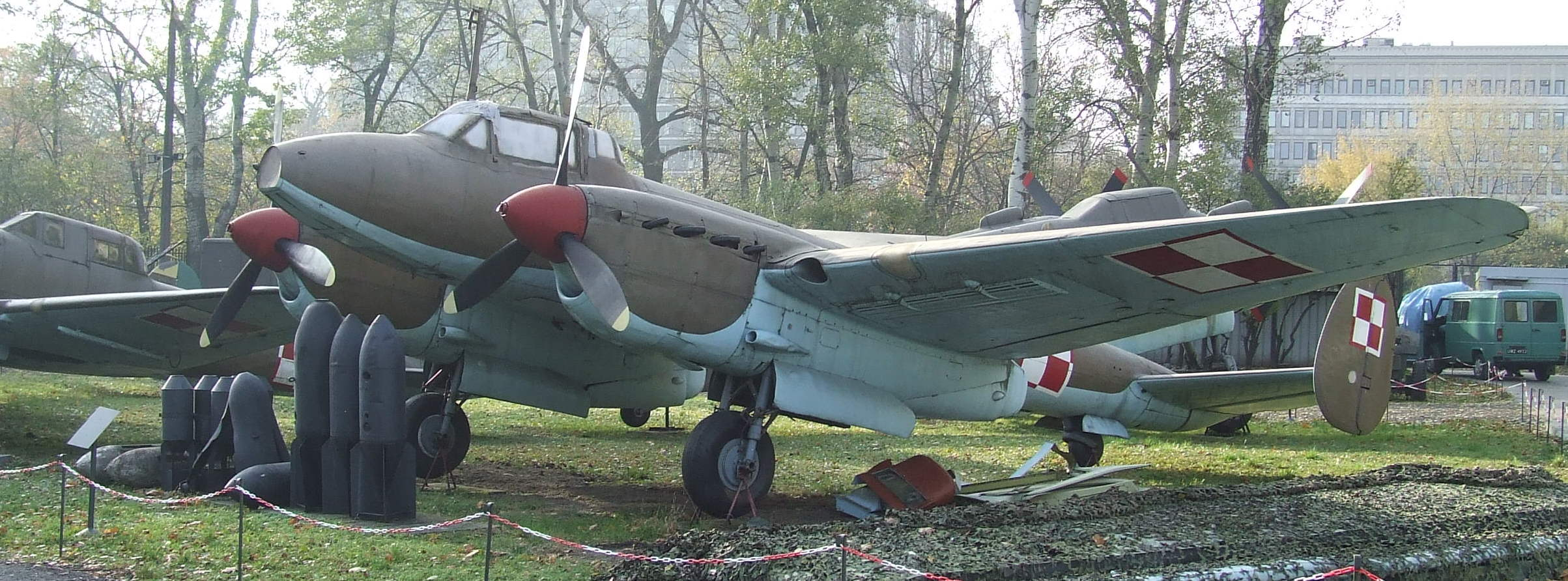
Pe-2

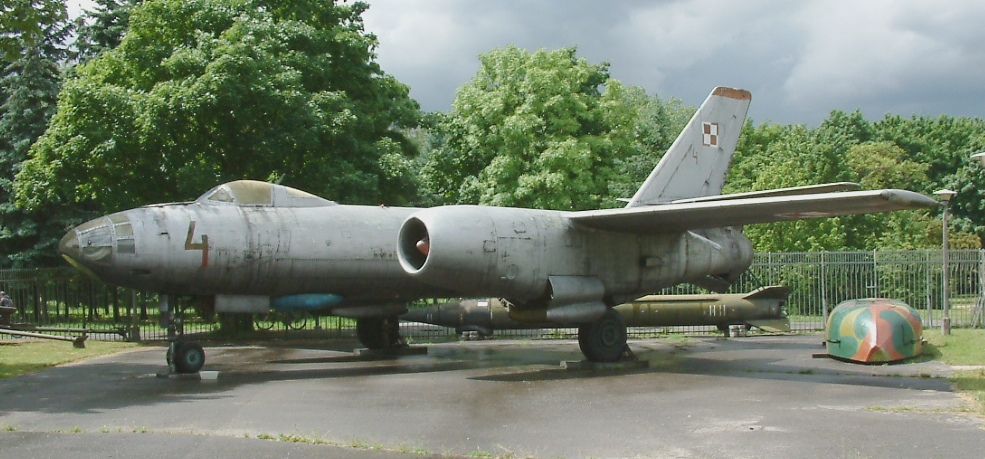
Ił-28

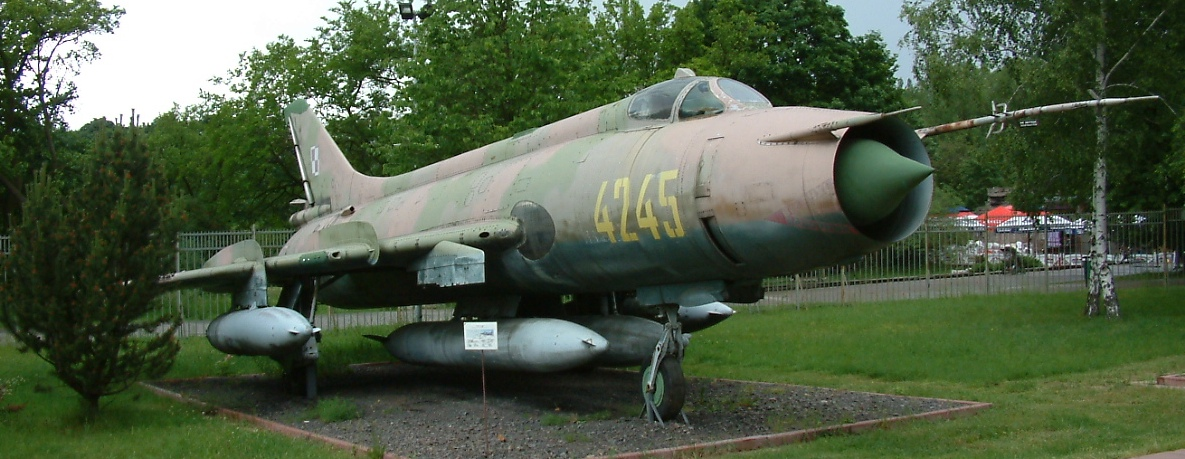
Su-20

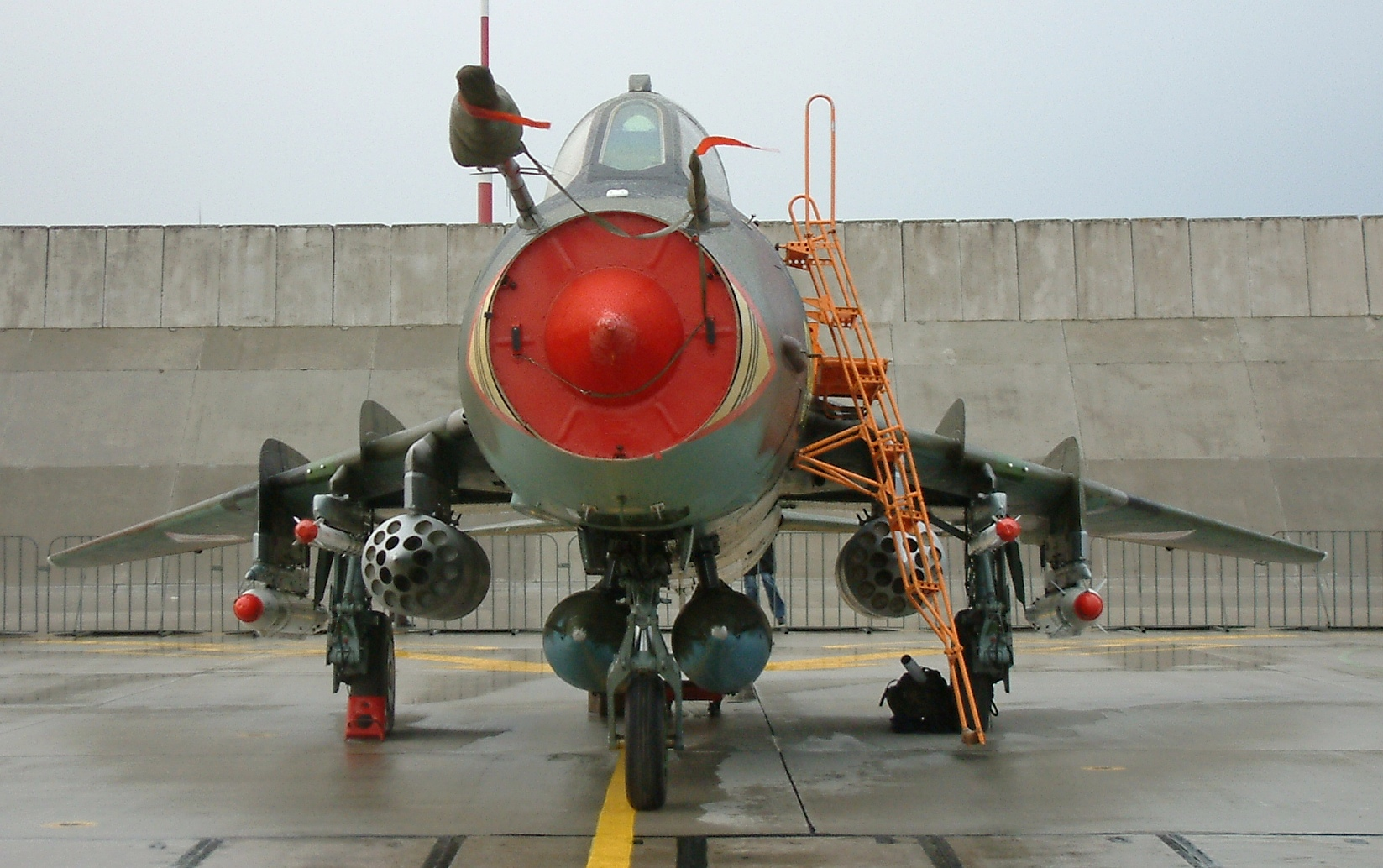
Su-22

7 Pułk Lotnictwa Bombowo-Rozpoznawczego (7 plbr) – oddział lotnictwa bombowo-rozpoznawczego Wojska Polskiego.

## Formowanie i zmiany organizacyjne
W 1946 roku, na lotnisku w Leźnicy Wielkiej koło Łęczycy, na bazie 3 Pułku Lotnictwa Bombowego sformowano 7 Samodzielny Pułk Lotniczy Bombowców Nurkujących. Etat pułku nr 6/42 przewidywał 406 żołnierzy i 1 pracownika kontraktowego. Pułk posiadał cztery eskadry, każda składała się z trzech kluczy samolotów Pe-2.
W tym samym roku pułk został przeniesiony na nowy etat nr 6/59 692 żołnierzy i 29 pracowników kontraktowych. Zmienił też nazwę na 7 Pułk Bombowców Nurkujących. 
30 marca 1947 roku minister obrony narodowej, marszałek Polski Michał Rola-Żymierski, wręczył pułkowi sztandar ufundowany przez społeczeństwo Łęczycy.
W dniach 11-21 kwietnia 1947 roku  pułk przebazował się na lotnisko Ławica w Poznaniu. W 1950 roku pułk został przeformowany na 7 Pułk Lotnictwa Bombowego i przebazowany na lotnisko w Malborku.
10 października 1949 roku na lotnisku w Legnicy odebrano pierwszych osiem samolotów Tu-2. W większość były to samoloty w wersji Tu-2S, a co najmniej jeden szkolno-treningowy UTu-2.
W ramach realizacji sześcioletniego planu rozwoju lotnictwa pułk został przeniesiony na nowy etat, który przewidywał 260 żołnierzy i 2 pracowników kontraktowych. Pułk miał stacjonować na lotnisku w Bydgoszczy i wchodzić w skład organizowanej wówczas 15 Dywizji Lotnictwa Bombowego. 
5 września 1957 roku pułk został przebazowany na lotnisko w Powidzu.
Na skutek zmian w sztuce wojennej rozformowano 15 Dywizję Lotnictwa Bombowego, a na bazie 7 Pułku Lotnictwa Bombowego sformowano 7 Brygadę Lotnictwa Bombowego. W skład brygady wchodziły trzy eskadry lotnictwa bombowego i jedna eskadra lotnictwa rozpoznawczego.
W 1968 roku, na bazie 7 Brygady Lotnictwa Bombowego i rozformowywanego 33 Pułku Lotnictwa Rozpoznania Operacyjnego,  utworzono 7 Brygadę Lotnictwa Rozpoznawczo-Bombowego. W nowej strukturze brygady znajdowały się: dwie eskadry lotnictwa rozpoznania operacyjnego, eskadra lotnictwa rozpoznania i przeciwdziałania radioelektronicznego oraz eskadra lotnictwa bombowego.
W roku 1973 rozwiązano eskadrę lotnictwa bombowego i przeformowano jednostkę na 7 Brygadę Lotnictwa Rozpoznania Operacyjnego. 
W roku 1974 do wyposażenia brygady wprowadzono pierwsze samoloty Su-20. Mogły one m.in. prowadzić efektywne rozpoznanie fotograficzne w dzień i w nocy, w połączeniu z ogólnym rozpoznaniem radioelektronicznym. Tak wyposażona brygada została przeformowana na 7 Brygadę Lotnictwa Bombowo-Rozpoznawczego.
W 1982 roku brygada została przeformowana na 7 Pułk Lotnictwa Bombowo-Rozpoznawczego. W roku 1987 pułk został podporządkowany 2 Brandenburskiej Dywizji Lotnictwa Myśliwsko-Bombowego.
W 1999 roku rozformowano 7 Pułk Lotnictwa Bombowo-Rozpoznawczego, a na jego bazie utworzono m.in. 6. i 7 Eskadrę Lotnictwa Taktycznego.

## Odznaka pułkowa
Odznaka o wymiarach 36x22 mm wykonana w kształcie stylizowanego srebrzystego skrzydła. W dolnej jego części nałożona emaliowana niebieska cyfra 7, na której znajduje się rok 1946 oraz biały napis plbr. U nasady cyfry 7 kontur bomby wypełniony szarą emalia.
Odznaka zaprojektowana przez Benedykta Sasima została wykonana w pracowni grawerskiej Jarosława Jakubowskiego w Poznaniu.

## Dowódcy pułku i brygady
Wykaz dowódców pułków podano za: Józef Zieliński [red.]: Polskie lotnictwo wojskowe 1945-2010. s. 123-124.
- ppłk pil. Michał Bażenow (1946)
- ppłk pil. Szczepan Ścibior (1946 -1947)
- ppłk pil. Czesław Mankiewicz (1947)
- ppłk pil. Witold Pniewski (1947 -1948)
- ppłk pil. Michał Bortnikow (1948 -1953)
- mjr pil. Aleksander Jemielin (1953 -1954)
- kpt. pil. Jerzy Wójcik (1954 -1959)
- ppłk pil. Jerzy Łagoda (1959 -1960)
- kpt. pil. Jerzy Knyszewski (1960 -1962)
- mjr pil. Ireneusz Hejda (1962 - 1963)
- ppłk pil. Jerzy Łagoda (1963 -1964)
- płk pil. Jerzy Wójcik (1964 -1973)
- płk pil. Jerzy Adamiec (1973 -1975)
- ppłk pil. Maciej Paszkowski (1975 -1977)
- ppłk pil. Jan Kania (1977 -1984)
- mjr pil. Tadeusz Kuziora (1984 -1986)
- płk pil. Czesław Śledzik (1986 -1989)
- ppłk pil. Benedykt Sasim (1989 -1991)
- płk pil. Krzysztof Adamczak (1991 -1996)
- ppłk pil. Leszek Cwojdziński (1996 - 2000)